# Tauranga

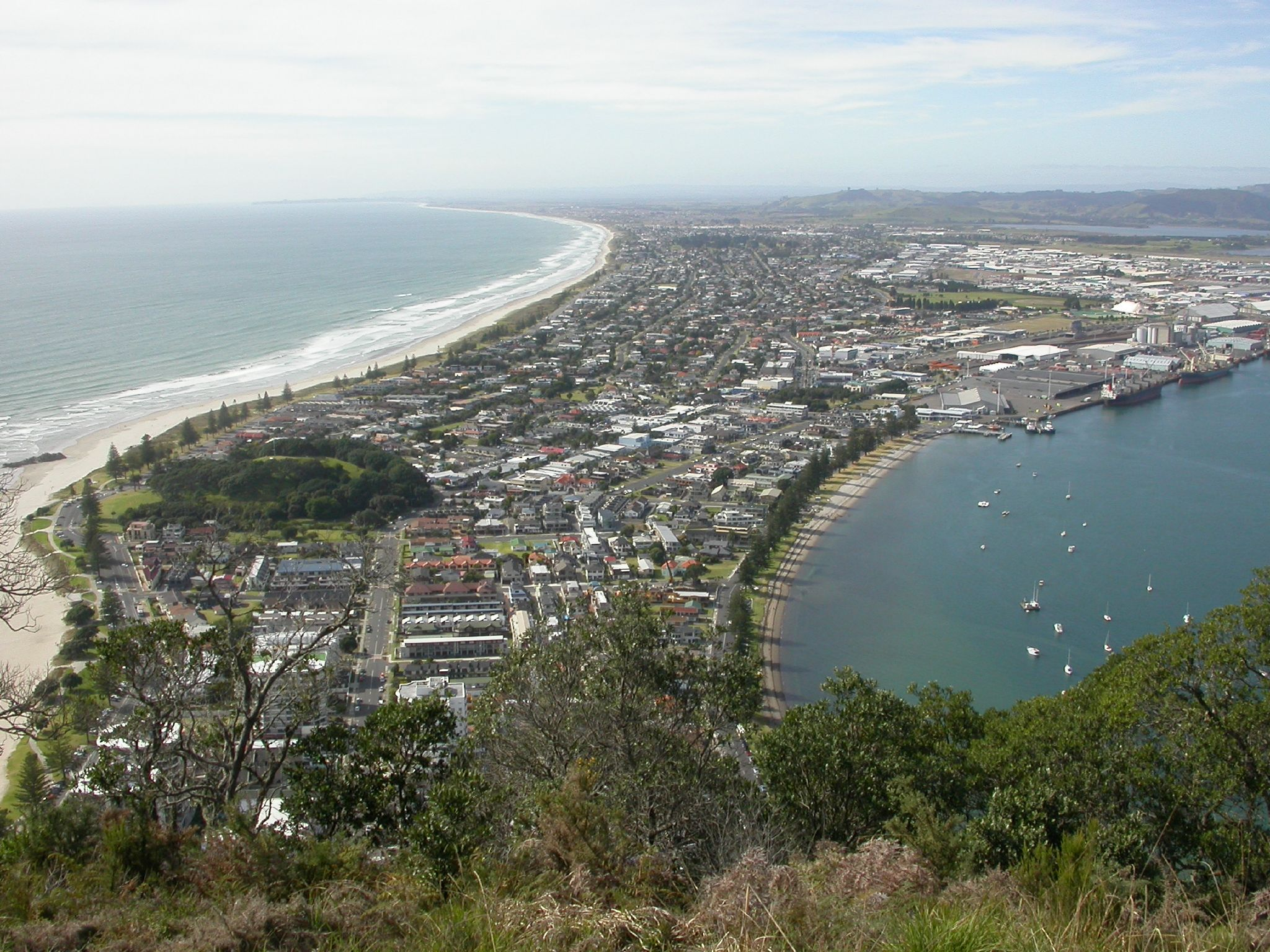
Tauranga

Tauranga – miasto w Nowej Zelandii, na Wyspie Północnej, nad Zatoką Obfitości. Jest to 9. miasto pod względem liczby ludności, około 107 tys. mieszkańców. Położone jest 105 km na wschód od Hamilton i 85 km na północ od Rotorua.

W odległości 4 km na północny wschód od centrum miasta znajduje się port lotniczy Tauranga.

## Miasta partnerskie
- Yantai, Chiny
- Hitachi, Japonia
- Susaki, Japonia